# Cantone di Samer
Il Cantone di Samer era una divisione amministrativa dell'arrondissement di Boulogne-sur-Mer.
È stato soppresso a seguito della riforma complessiva dei cantoni del 2014, che è entrata in vigore con le elezioni dipartimentali del 2015.
Il suo capoluogo era la cittadina omonima di Samer e comprendeva 18 comuni:
- Carly
- Condette
- Dannes
- Doudeauville
- Halinghen
- Hesdigneul-lès-Boulogne
- Hesdin-l'Abbé
- Isques
- Lacres
- Nesles
- Neufchâtel-Hardelot
- Questrecques
- Saint-Étienne-au-Mont
- Saint-Léonard
- Samer
- Tingry
- Verlincthun
- Wierre-au-Bois